# Trogoderma westerduijni
Trogoderma westerduijni là một loài bọ cánh cứng trong họ Dermestidae. Loài này được Háva & Herrmann miêu tả khoa học năm 2007.